# 359.ª Divisão de Infantaria (Alemanha)
A 359ª Divisão de Infantaria (em alemão:359. Infanterie-Division) foi uma unidade militar que serviu no Exército alemão durante a Segunda Guerra Mundial.

## Comandantes
| Comandante                 | Data                                         |
| -------------------------- | -------------------------------------------- |
| Generalleutnant Karl Arndt | 20 de novembro de 1943 - 25 de abril de 1945 |

## Área de operações
| Polônia                    | novembro de 1943 - março de 1944    |
| Frente Oriental, setor sul | de março de 1944 - dezembro de 1944 |
| Polônia & Checoslováquia   | dezembro de 1944 - abril de 1945    |